# Joseph Willy
Ne pas confondre avec Joseph Willy Romélus.
Compléments
Willy est le fondateur de plusieurs importantes institutions éducatives en Inde et Pakistan
Joseph Willi (qui anglicisa son nom en Joseph Willy), né le 29 septembre 1824 à Lenz, dans le canton des Grisons (Suisse) et décédé le 17 avril 1897 à Bombay (Inde), est un prêtre jésuite suisse, missionnaire en Inde et fondateur de plusieurs institutions scolairesdont Saint-Patrick à Karachi et Saint-Louis, à Mangalore. 

## Biographie
Né le 29 septembre 1824 dans une famille d’agriculteurs, à Lenz dans le canton des Grisons, en Suisse, Joseph Willi entre à 20 ans au noviciat de jésuites, le 1er octobre 1844, à Brigue (Valais). Sa formation spirituelle initiale achevée en Suisse, Willi doit quitter son pays natal en 1848 : les Jésuites en sont expulsés. Il se rend aux États-Unis où il fait ses études de philosophie et enseigne durant un an. Il est de retour en Europe pour sa théologie, à Louvain en Belgique, de 1851 à 1854 et est ordonné prêtre durant l’été 1854, à Cologne.
Willi arrive à Bombay le 27 octobre 1858, accompagnant Leo Meurin pour y fonder la mission de Bombay-Pune confiée aux Jésuites allemands. Willi passe trois ans à Karachi (aujourd'hui au Pakistan), comme aumônier militaire (1858-1865). Il y fonde deux écoles, dont le collège Saint-Patrick qui ouvre ses portes en 1861. 
À Bombay en 1865, Willi est vicaire général et secrétaire de l’évêque Walter Steins (1865-1867) ainsi que, plus tard, de son successeur Leo Meurin (1874-1875). Mais il est surtout engagé dans le travail d’éducation : comme directeur de l’école de Byculla (1867-1870) et, quatre ans durant, préfet des études (1870-1874). ensuite cinq ans comme professeur au collège Saint-Xavier de Bombay (1875-1879). Excellent administrateur et bon pédagogue Il contribue à donner de solides bases pédagogiques à ces écoles à peine fondées.  
Étant donné son expérience et sa compétence Joseph Willy est choisi en 1879 pour fonder le collège Saint-Louis de Mangalore, au Karnataka, une région dont la responsabilité missionnaire vient d’être confiée aux Jésuites italiens de la province de Venise. De 1880 à 1885 il est recteur de l’institution scolaire. Les débuts se font en janvier 1880 dans une maison louée et en plein air, sous tentes... Maîtres comme élèves ont besoin de son attention. Son amour de la musique et sa compétence en pédagogie musicale lui attirent beaucoup de jeunes. Il dirige personnellement les cours de chant et la chorale. En 1885, la première année de baccalauréat des ‘Facultés Saint-Louis’ est commencée.  
Nommé supérieur de la Mission jésuite de Bombay-Pune en 1885 Willy retourne à Bombay et joue un rôle important dans la mise en œuvre de Humanae Salutis (1886) érigeant la hiérarchie catholique en Inde. Trois années de supériorat achevées (en 1888) Joseph Willy passe encore cinq ans à Pune comme préfet des études et directeur spirituel au collège Saint-Vincent. 
Il meurt à Bombay le 17 avril 1897 à 73 ans.

## Source
- John Correia-Afonso : Article Willy, Joseph Anton, dans Diccionario historico de la Compañia de Jesús, vol.IV, Roma, IHSI, 2001, p.4040.